# Panchira
Panchira (パンチラ) é uma palavra japonesa que se refere a um breve vislumbre da roupa íntima de uma mulher. O termo carrega conotações arriscadas semelhantes à palavra upskirt em inglês.
Em anime e mangá, panchira geralmente se refere a um tiro de calcinha, uma convenção visual usada extensivamente por artistas e animadores japoneses desde o início dos anos 1960. De acordo com fontes japonesas, a convenção provavelmente começou com a popular história em quadrinhos de Machiko Hasegawa, Sazae-san, cujos designs de personagens para Wakame Isono incorporavam uma bainha improvávelmente curta. A prática foi posteriormente transferida para a animação quando o Astro Boy de Osamu Tezuka foi adaptado para a televisão em 1963. Limitada principalmente a séries infantis inofensivas ao longo da década, panchira assumiu elementos mais abertamente fetichistas durante o início dos anos setenta. A partir daí, a panchira passou a ser associada ao humor sexual, como o encontrado em muitos mangás shōnen orientados para comédia.
A palavra é uma maleta de "panty" (パンティー, pantī)    e chira, o simbolismo do som japonês que representa um relance ou vislumbre. Ela difere do termo mais geral "saia para cima", pois pan chira especifica a presença de cuecas (a ausência das quais seria mais precisamente descrita como ノ ー パ ン; nōpan ). A palavra panchira é semelhante a panty peek em inglês.

## Origens
O desenvolvimento da panchira na cultura popular japonesa foi analisado por vários escritores americanos e japoneses. Muitos observadores associam o fenômeno à ocidentalização do Japão após a Segunda Guerra Mundial . Durante a ocupação, modas, ideias e meios de comunicação anteriormente indisponíveis foram acessados pela população local, levando a um leve relaxamento dos tabus anteriores. Roupas de estilo ocidental (incluindo roupas íntimas femininas) ganharam popularidade no período pós-guerra, reforçadas por vários veículos de mídia - revistas, jornais, filmes, periódicos e quadrinhos .
Tradicionalmente, as mulheres japonesas não usam roupas íntimas. Em 16 de dezembro de 1932, houve um incêndio na loja de departamentos Tokyo Shirokiya . Diz a lenda que algumas das funcionárias tentaram usar seus quimonos para cobrir suas partes íntimas enquanto desciam as cordas dos andares superiores e, acidentalmente, caíam para a morte. Os jornais japoneses começaram a solicitar que as mulheres começassem a usar 'gavetas' (ズ ロ ー ズ zurōzu), mas aparentemente teve pouco impacto na época. Em uma pesquisa de 1934 por um jornal de Fukuoka, 90% das mulheres pesquisadas ainda não usavam 'gavetas' um ano e meio após o incêndio.
Pelo menos uma fonte japonesa rastreia o início da panchira até o lançamento de The Seven Year Itch em 1955 . A cobertura da mídia em torno da cena icônica de Marilyn Monroe alimentou a emergente mania japonesa. De acordo com o historiador da arquitetura Shoichi Inoue, a prática de "marcar" as saias das mulheres jovens tornou-se extremamente popular nesse período; “As revistas da época traziam reportagens contando os melhores lugares onde se vendiam calcinhas”. Inoue também escreve que a atriz Mitsuyo Asaka estimulou a popularidade da palavra 'quirarismo' (チ ラ リ ズ ム 'a emoção de ter um breve vislumbre das regiões inferiores das mulheres') ao abrir seu quimono para mostrar as pernas em seus shows no final dos anos 1950 .
Em 1969, a petrolífera japonesa Maruzen Sekiyū lançou um comercial de televisão apresentando Rosa Ogawa em uma minissaia que foi estourada pelo vento e seus lábios formaram um 'O' de surpresa. Isso levou as crianças a imitarem sua linha "Oh! Mōretsu" (Oh！ モ ー レ ツ, muito, radical), e uma moda para sukāto-mekuri (ス カ ー ト 捲 り levantando a saia de uma garota). Ogawa posteriormente apareceu em um programa de TV Oh Sore Miyo (Oh! そ れ 見 よ, literalmente "olhe para isso", mas na verdade um trocadilho com ' O Sole Mio ', uma canção napolitana 'my sunshine') que novamente apresentava cenas de seu mini- saia explodindo.

No final dos anos 1960, panchira se espalhou para a indústria de quadrinhos mainstream, como artistas de mangá iniciantes como Go Nagai começaram a explorar imagens sexuais em quadrinhos masculinos ( manga shōnen ). Revistas de mangá para adultos existiam desde 1956 (por exemplo Weekly Manga Times ), mas é significativo notar a introdução de imagens sexuais nos mangás masculinos. Millegan argumenta que o gênero ecchi da década de 1970 aumentou para preencher um vazio deixado pelo declínio da rede de bibliotecas de empréstimo de Osaka :
Os quadrinhos japoneses não começaram a explorar seriamente os temas eróticos até os anos 60, com o colapso do sistema de biblioteca paga (em grande parte causado pelo sucesso inesperado de revistas em quadrinhos baratas, como a revista Shōnen da Kodansha Publishing ). Artistas que trabalhavam para o sistema de biblioteca paga já haviam sido os pioneiros na representação de violência gráfica e orgulhosamente declarado que estavam desenhando gekiga ("quadros dramáticos"), não meros quadrinhos. Na busca pelo realismo (e leitores), era inevitável que o sexo logo aparecesse.

 Conforme o mercado de quadrinhos japonês se diversificou, o sexo se espalhou além da gekiga para quase todos os nichos imagináveis no mercado. A gekiga continuou suas representações realistas e muitas vezes violentas, mas as outras divisões principais no mundo do mangá desenvolveram sua própria abordagem. Os quadrinhos masculinos começaram a explorar o sexo "fofo", consistindo principalmente em panchira ("fotos de calcinhas") e garotas no chuveiro.

## Perspectivas Acadêmicas

### Perspectiva generalizada
Uma perspectiva generalizada é fornecida pela análise de Mio Bryce das imagens de sala de aula nos quadrinhos japoneses. Usando Harenchi Gakuen de Go Nagai como um excelente exemplo, Bryce observa que as histórias de Nagai desafiaram valores sociais de longa data ao ridicularizar as figuras de autoridade tradicionais. Os professores do mangá de Nagai eram retratados como desviantes e pervertidos, engajados em várias formas de comportamento agressivamente voyeurístico em relação às alunas. Nesse sentido, a panchira foi empregada como uma forma de sátira social, expressando uma desconfiança generalizada em regimes autoritários.
Na mesma linha, Bouissou afirma que Harenchi Gakuen 'quebrou' o tabu japonês contra o erotismo nos quadrinhos infantis, indicativo da rápida mudança de atitudes culturais endêmicas no Japão do final dos anos 60. Embora o erotismo se confinasse principalmente à panchira e à nudez de desenho animado soft-core, o impacto do mangá foi sentido em todo o país. Como Bouissou aponta, a publicação de Harenchi Gakuen desencadeou um "boom nacional de sukāto mekuri (para levantar a saia de uma garota)".
O trabalho de Jonathan Abel sobre os não mencionáveis do cinema japonês argumenta que o cultivo do fetiche por roupas íntimas por meio de filmes roman poruno após uma apreensão policial pode ter sido a primeira prova de encobrimento, mas rapidamente se tornou um significante daquilo que nunca poderia ser alcançado. A abordagem psicanalítica de Abel apela então ao uso de "panchira" como um termo para a erotização do invisível.

### Olhar masculino
Existem poucos estudos acadêmicos lidando especificamente com a panchira; o assunto foi tocado por vários escritores sob o contexto mais amplo do olhar masculino . Do ponto de vista ocidental, a panchira é caracterizada pelo estereótipo sexual inerente à cultura patriarcal. Anne Allison faz referência à convenção em Desejos Permitidos e Proibidos, teorizando que a exposição de roupas íntimas femininas (ou femininas) em mangás eróticos é construída como um "olhar imobilizador", no sentido de que a panchira costuma ser apresentada como um quadro em em que o objeto (feminino) de desejo é "petrificado" pelo olhar masculino. Ela postula ainda que esse 'olhar' é geralmente descrito como transgressivo: o público pode vislumbrar o corpo feminino (parcialmente) despido, mas é sempre enquadrado como uma ação proibida. Este quadro proibitivo permeia todo o gênero, já que praticamente todos os ero-mangás seguem a mesma fórmula de transgressão e imobilização.
Da mesma forma, Anne Cooper-Chen afirma que a imagem infinitamente repetida "de um homem olhando para a virilha vestida de calcinha de uma mulher" representa um painel de mangá arquetípico. Ela apóia a visão de Allison de que mulheres / meninas retratadas em suas roupas íntimas (ou nuas) é um motivo comum nos quadrinhos japoneses e é mais frequentemente acompanhada por um "espectador" masculino cuja presença voyeurística é indicativa do olhar masculino. No entanto, ao contrário de Allison, as observações de Cooper-Chen não se limitam apenas ao mercado ero . Em vez disso, ela argumenta que o tropo dominante de desejo frustrado e violência sexual pode ser estendido ao mainstream do mangá.